# 許埈珥
許 埈珥（ホ・ジュニ、韓国語: 허 준이, 英語: June Huh, 1983年6月9日 - ）は韓国出身のアメリカの数学者。プリンストン大学教授、プリンストン高等研究所Fernholz冠特別招聘教授。元スタンフォード大学教授。
許の研究対象は、ある種の離散構造と連続構造の関係に関するものであり、代数幾何学と組み合わせ論の接点における第一人者として知られる。2022年フィールズ賞を受賞。

## 生涯
カリフォルニア州サンタクララ郡スタンフォードで生まれた。2歳のときに大学教授の両親と共に韓国に帰国した。父の許明会（ホ・ミョンフェ、허명회）は統計学者で、現在は高麗大学校名誉教授、母の李仁映（イ・イニョン、이인영）はロシア文学者で現在はソウル大学校名誉教授。
ソウル市内の小学校、中学校、高等学校を卒業後、ソウル大学校に進学し、2009年に同大学院の修士課程を修了、2014年にミシガン大学大学院の博士課程を修了した。ソウル大学校では広中平祐教授とキム・ヨンフン（김영훈）教授の指導を、ミシガン大学ではMircea Mustață教授の指導を受けた。
なお、フィールズ賞受賞者はテレンス・タオやグレゴリー・ペレルマンのような幼少期から優れた数学の才能を示す人物ばかりであるの対して、許は小さい頃は数学に苦手意識を感じていたと言う。

## 学歴
- 高等学校卒業学力検定考査[3]
- ソウル大学校 学士卒業（数理科学部、物理天文学部 複数専攻）（2007） [”注” 1]
- ソウル大学校 数理科学部 修士卒業（2009）
- ミシガン大学数学科博士卒業（2014） [”注” 2] [4]

## 経歴
- クレイ数学研究所「クレイフェロー」（2014～2019） [5]
- プリンストン高等研究所、プリンストン大学「ベブランフェロー」（2014～2017）
- 韓国高等科学院スカラー、教授（2015～現在） [6]
- プリンストン高等研究所招聘教授（2017～2019）
- プリンストン大学、プリンストン高等研究所「Fernholz招聘教授」（2019～2020）
- スタンフォード大学数学科教授（2020～2021）
- プリンストン大学数学科教授（2021～現在）

## 受賞
- ミシガン大学サムナーマイヤーズ博士学位論文賞（2014） [7]
- ミシガン大学Conwell賞（2014）
- ブラバトニクの若い科学者賞(2017)
- 世界数学者大会（リオデジャネイロ）招待講演（2018） [8]
- ニューホライズン賞数学部門（2019） [9]
- 湖巌賞科学部門（2021） [10]
- フィールズ賞（2022）[1]